# Budynek szpitalny w Knyszynie
Budynek szpitalny w Knyszynie – jeden z rejestrowanych zabytków miasta Knyszyn, w województwie podlaskim.
Został wybudowany w latach 1910-1911 jako budynek pomocniczy szpitala. Jest jedynym oryginalnym budynkiem pochodzącym z tamtego okresu. Budowę kompleksu szpitalnego zakończono przed I wojną światową. Przez wiele lat w budynku mieściła się przychodnia. Obecnie budynek jest nieużytkowany.